# Jan Lewiński (geolog)
Jan Piotr Lewiński (ur. 19 września 1876 w Lublinie, zm. 6 stycznia 1939 w Warszawie) – polski geolog, profesor Uniwersytetu Warszawskiego.

## Życiorys zawodowy
W 1894 roku, po ukończeniu rosyjskiego gimnazjum męskiego w Lublinie, rozpoczął studia na Cesarskim Uniwersytecie Warszawskim na wydziale matematyczno-przyrodnicznym. W 1898 roku, po zaprezentowaniu pracy pt. Niektóre nowe amonity jurajskie, ukończył studia otrzymując tytuł kandydata nauk przyrodniczych. Studiował dodatkowo na uniwersytetach w Moskwie, Monachium i Paryżu.
W 1899 roku rozpoczął asystenturę przy Katedrze Geologii Uniwersytetu Warszawskiego. W roku 1901 założył Pracownię Geologiczną w Muzeum Przemysłu i Rolnictwa w Warszawie i nawiązał współpracę z Komitetem Geologicznym w Petersburgu. Pełnił funkcję kierownika Pracowni od jej utworzenia do 1915 roku. Należał do grona założycieli i wykładowców Wydziału Matematyczno-Przyrodniczego Towarzystwa Kursów Naukowych w Warszawie (1905–1918), gdzie wykładał geologię i mineralogię, a w latach 1911–1913 pełnił funkcję dziekana wydziału. W 1919 został profesorem nadzwyczajnym Uniwersytetu Warszawskiego, a w 1920 uzyskał doktorat na Uniwersytecie Jana Kazimierza we Lwowie. W 1924 mianowano go profesorem zwyczajnym UW, a od 1927 kierował Zakładem Geologii oraz Muzeum Geologii Polski UW.
W latach 1926–1938 przewodniczył Państwowej Komisji Egzaminów Nauczycielskich dla nauczycieli szkół średnich, a w latach 1928–1932 uczestniczył w pracach Komisji Oceny Podręczników Ministerstwa Oświaty.
Odznaczony m.in. Krzyżem Komandorskim Orderu Odrodzenia Polski (27 listopada 1929).

## Badania geologiczne
W 1901 roku Jan Lewiński rozpoczął badania formacji górnojurajskiej (Góry Świętokrzyskie). W 1908 badał pasmo Sulejowskie i Przedborskie oraz rejon Tomaszowa Mazowieckiego i Chęcin. Od 1910 roku badania były kontynuowane na Kujawach, a od 1912 w rejonie Bolmina i Małogoszcza. W tym samym roku, na zlecenie Komitetu Geologicznego w Petersburgu, prowadził badania na Chersońszczyźnie. W latach 1918–1919 kierował badaniami geologicznymi dla potrzeb wodociągu praskiego, a później w latach 1921–1922 podobną pracę podjął dla wodociągów Włocławka.
Lewiński zajmował się badaniami geologicznymi jury i czwartorzędu oraz zagadnieniami hydrogeologii, dotyczącymi zaopatrzenia w wodę miast. W latach 1926–1930 sporządzał opracowania hydrogeologiczne na potrzeby zaopatrzenia w wodę: Częstochowy, Kalisza, Kielc, Lublina, Łodzi, Piotrkowa, Radomia i Tomaszowa Mazowieckiego. Był także jednym z wykonawców badań geologicznych do pierwszego projektu budowy metra w Warszawie (1929).
Zbiory geologiczne, które kolekcjonował w latach 1901–1915, przetrwały II wojnę światową i zostały po jej zakończeniu przekazane do Instytutu Geologicznego. Zbiory z okresu 1918–1938 zostały zniszczone podczas bombardowania gmachu geologii UW w roku 1939 (zob. obrona Warszawy.

## Publikacje (wybór)
Jan Lewiński był autorem publikacji naukowych, popularnonaukowych oraz podręczników (akademickich i dla szkół średnich), m.in.:
- Zwierzęta epok ubiegłych, tłumaczenie, 1904
- Utwory jurajskie na zachodnim zboczu Gór Świętokrzyskich, 1912
- Utwory dyluwialne i ukształtowanie powierzchni przedlodowcowej dorzecza Przemszy, 1914
- Z morfologii i geologii stepów czarnomorskich, 1916
- Ukształtowanie powierzchni, skład i struktura podłoża dyluwjum wschodniej części Niżu Północno-Europejskiego, 1918
- Badania hydrogeologiczne okolic Warszawy, 1921
- Podstawy mineralogji i geologji dla klas wyższych szkół średnich, 1922; wyd. II 1925
- Monographie géologique et paléontologie du Bononien de la Pologne, 1922
- Życie ziemi, 1932
- Historia Ziemi, 1933
- Węgle brunatne w Polsce : obszar północno-zachodni,1937
- Afryka Południowa,1939

## Organizacja życia naukowego
W 1907 roku był członkiem założycielem Towarzystwa Naukowego Warszawskiego. W latach 1907–1915 działał w Polskim Towarzystwie Geologicznym i Krajoznawczym jako organizator i prezes Komisji Fizjograficznej. W 1913 z inicjatywy Jana Lewińskiego powstało wydawnictwo Paleontologia Ziem Polskich, którego był redaktorem. Był też członkiem założycielem i jednocześnie pierwszym prezesem Polskiego Towarzystwa Geograficznego. Uczestniczył w pracach zagranicznych towarzystw naukowych. W latach 1925–1932 pełnił funkcję przewodniczącego Oddziału Warszawskiego Polskiego Towarzystwa Geologicznego. Był także członkiem Societe Geologique de France i Geologische Vereinigung.

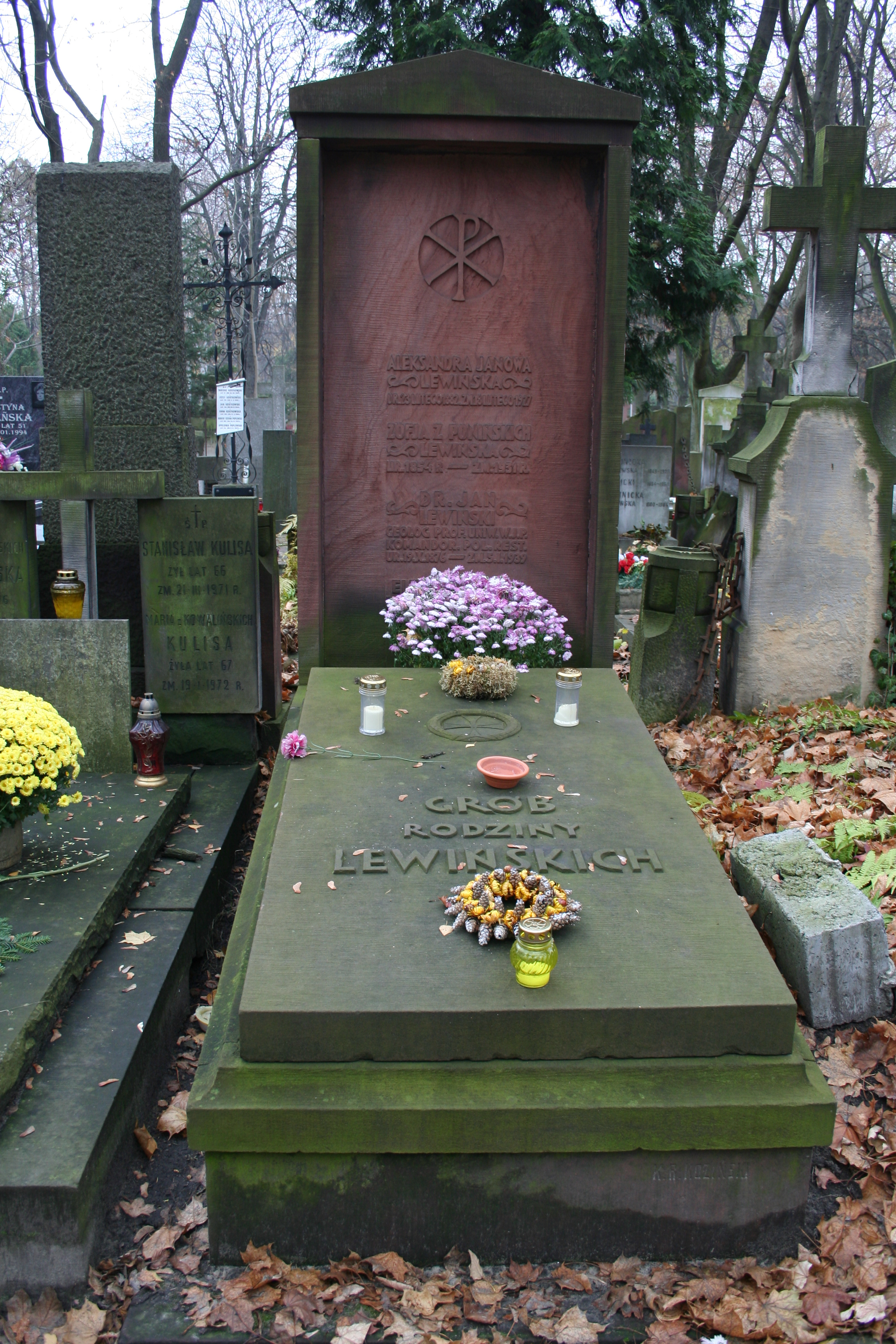
Grób Jana Lewińskiego na warszawskim cmentarzu Powązkowskim

## Życie prywatne
Ojciec Jana Lewińskiego – Konstanty Walerian – był przedsiębiorcą, a matka – Zofia z Ponińskich – zajmowała się domem. Pierwszą żoną Jana Lewińskiego była Aleksandra Leykam. Po jej śmierci pojął za żonę jej siostrę, Elżbietę, z którą miał syna Marka Leykama–Lewińskiego (ur. 1908), architekta.
Lewiński był wybitnym znawcą i kolekcjonerem numizmatów starożytnej Grecji i porcelany saskiej. Swoje zbiory pośmiertnie przekazał Muzeum Narodowemu w Warszawie.
Jan Lewiński spoczywa w rodzinnym grobie na cmentarzu Powązkowskim w Warszawie (kwatera 224-6-23).

## Upamiętnienie
Na jego cześć nazwano gatunek tytońskiego amonita Zaraiskites lewinskii.